# 284
284 је била преступна година.

## Догађаји
- Цар Нумеријан путује кроз Битинију (Малу Азију) на путу кући у Рим. Патећи од упале очију, путује у затвореној носиљци у којој војници проналазе његово мртво тело.
- Јулијан од Паноније, преторијански префект цара Карина, искоришћава нестабилност и узурпира престо у северној Италији.
- Краљ краљева Бахрам II поставља Миријана III, из куће Михран, на престо Иберијског краљевства. Мириан ће владати краљевством до своје смрти око 361. године.
- Јурје постаје краљ корејског краљевства Сила.[2]
- Руфин наслеђује Дометија као епископ Византиона.

### Новембар
- 17. новембар – Диоклецијан постаје цар Римског царства

## Смрти
- Википедија:Непознат датум — Свети мученик Талалеј - хришћански светитељ.
- Википедија:Непознат датум — Свети мученици Козма и Дамјан - хришћански светитељи.